# Museu d'Alta

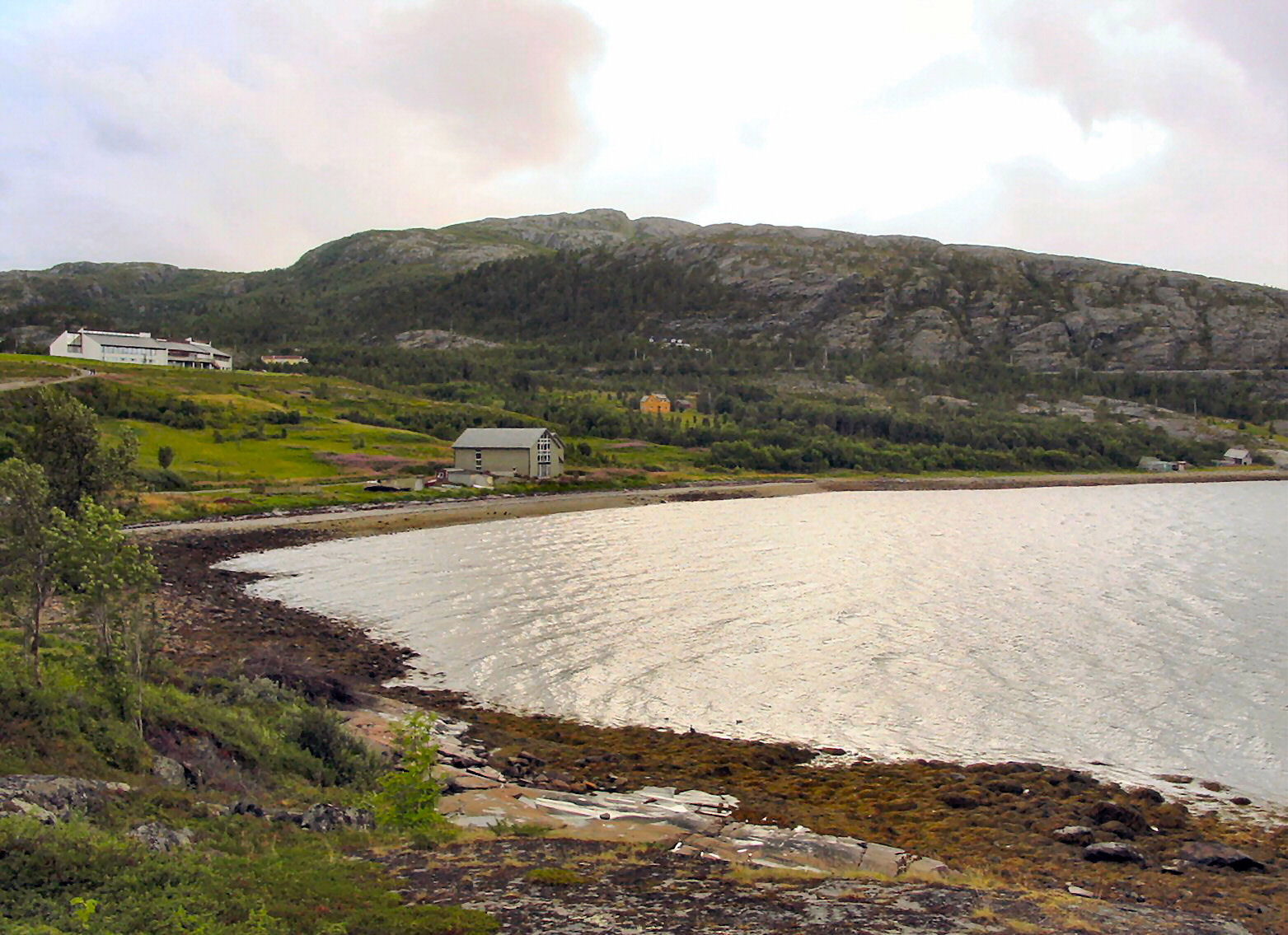
Vista general del complex. L'edifici del museu és situat a la part alta del turó, les pintures rupestres se situen en la davallada d'aquest fins a la platja.

El Museu d'Alta està localitzat a Alta al nord de Noruega. És el museu estiuenc noruec més visitat amb més de 1.000 visitants cada dia. Conté mostres de cultura local i representacions de les properes pintures rupestres que formen part del patrimoni de la Humanitat de la UNESCO que tenen una antiguitat d'11.000 anys.
El museu va obrir les portes el juny de 1991 i va guanyar el premi de Museu Europeu de l'Any el 1993.

## Art rupestre
L'Art rupestre d'Alta és el conjunt més gran conegut d'art rupestre a Europa del Nord, creada per caçadors-recol·lectors. Els primers descobriments es remunten a 1973. Els gravats d'Alta són 6200 a 2000 anys. Un gravat rupestre és una figura tallada, gravada o ratllat en un bloc o en una cassola de roca polida. Ella representa sovint models reals: homes, animals o objectes. A vegades són reconeixibles, sovint més difícil o impossible d'interpretar. Les talles tenen dos significats: poden representar una situació concreta o un significat simbòlic i expressar un sentit de pertinença, una creença, rituals, una ideologia o un poder.

## Figures variades
Els gravats rupestres d'Alta són excepcionals per la seva varietat i moltes figures diferents. Les quatre àrees obertes tenen més de 5.000 figures. La majoria de les funcions són les dels animals, especialment rens i ants, però també ossos, peixos i aus. També descobreix objectes -filets llances de pesca i vaixells- i els éssers humans participen en diferents activitats. Aquestes figures són sovint de gran qualitat artística i estan molt ben conservades. Els seus autors eren pescadors/caçadors.

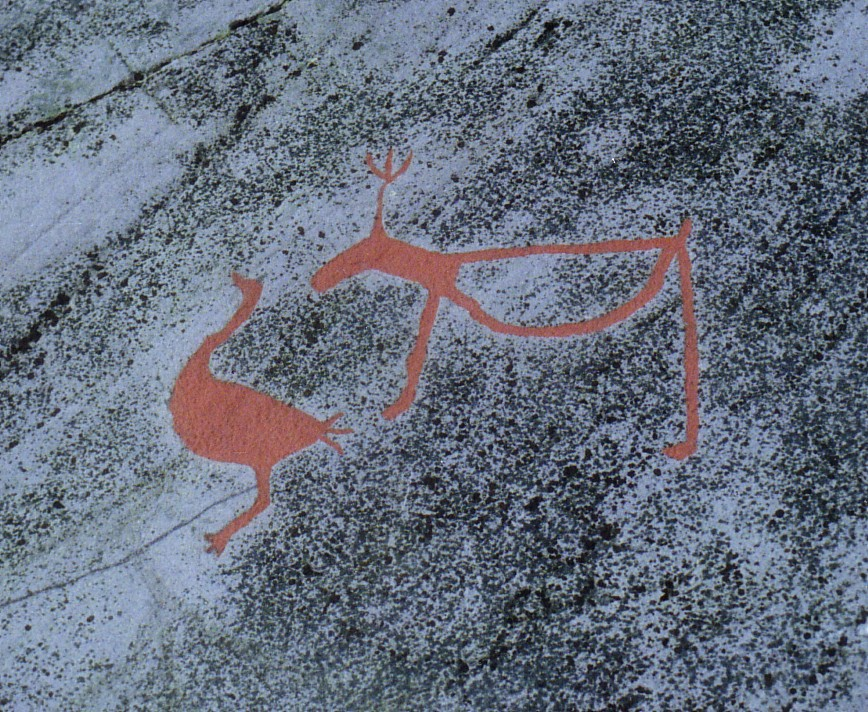
Exemple de pintura rupestre.

La majoria de les figures són petites (20-40 cm). Algunes són més aviat naturalistes, altres més geomètriques i estilitzades. La gran quantitat de gravats sembla indicar que el fons de la Altafjord era un ritual important. Alta probablement va ser un punt de trobada entre el litoral i les poblacions de l'interior. La gent va arribar a unir-se a les cerimònies i rituals, a intercanviar coneixements i experiències i a tractar temes particulars, la comunitat i informes entre els grups. Les figures van ser gravades amb un martell i un cisell. El martell era pedra o banya, cisell dura pedra adorna trams de roca polida de la costa. Amb l'elevació del terreny, noves figures van ser esculpides en nou parets de roca emergents, mentre les més antigues, de més amunt, eren abandonades. La col·locació dels gravats era sens dubte important per la comunicació amb el món dels esperits.
La platja és la reunió de l'aigua, la terra i el cel. S'ha d'entendre doncs que la comunicació amb els esperits i déus van tenir lloc en el punt de fusió, física i simbòlica, d'aquests tres elements? La costa era el lloc que ho feia possible?.
Art rupestre cobreix les representacions prehistòriques, pintat, estampat, tall o gravat a la roca. Expressa la visió del món dels nostres avantpassats. Els més antics exemples amb 30-40.000 anys (entre d'altres a França i Austràlia). Les xifres de les noruegues fins a 9.000 anys són rupestres, (gravats en blocs o parets de Roca) i parietal (pintures de coves i abrics).
Gravats es classifiquen en diferents tipus. activitats ara divideix l'estàndard: gravats de caçadors-recol·lectors i gravats d'agricultors-ramaders.

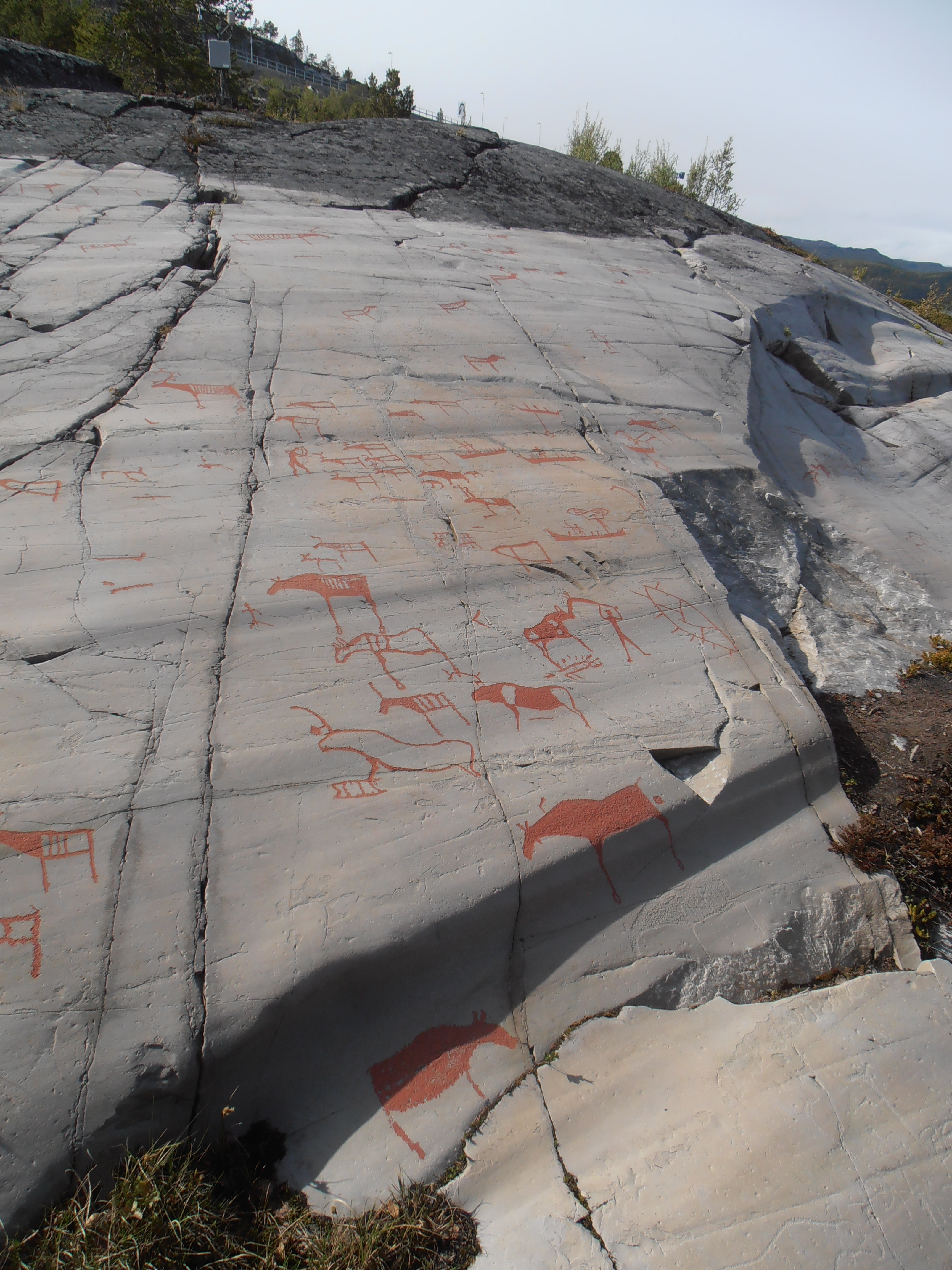
Mostra d'art rupestre al rocall

## Gravats de caçadors i recol·lectors
Daten de l'edat de pedra i en la seva majoria es van trobar a l'oest, el centre i el nord de la Noruega. Representen els rens, ants, ossos, peixos i vaixells, sovint associats a escenes o composicions. Els motius evoquen una societat basada en la caça, recol·lecció i pesca.

## Motius
Per decennis, els investigadors estan tractant d'entendre com es van crear aquestes impressions, i per qui. L'art rupestre ara s'entén com l'expressió de les creences complexes, i en relació als drets econòmics, socials, polítics i territorials.
Les condicions socials i la percepció del món per l'home no són els mateixos. és probable que sigui també el cas del significat dels gravats, que han evolucionat en el temps. Moltes raons són comuns a moltes cultures, sense que tinguin el mateix significat a tot arreu.

## Accés

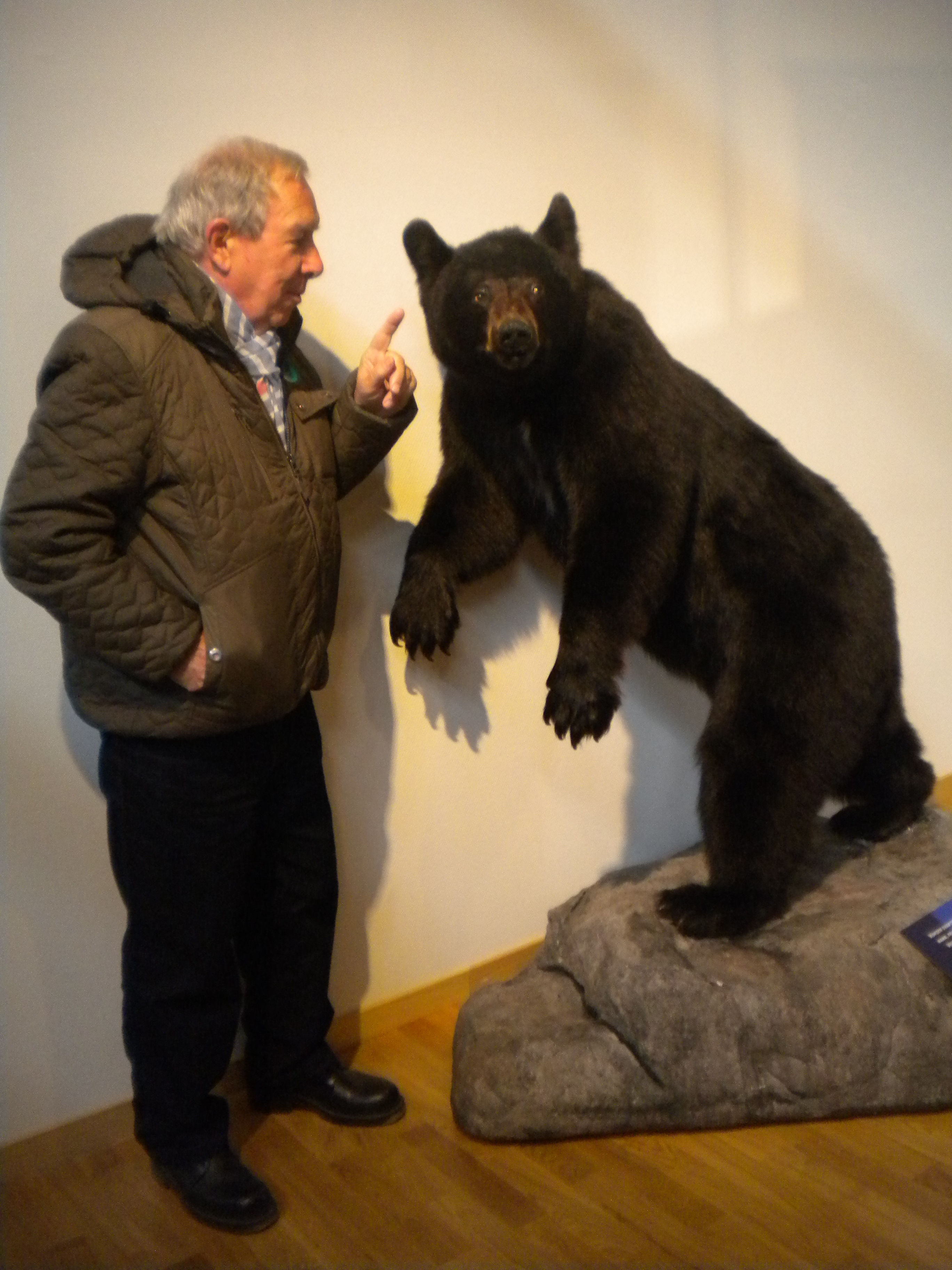
Visitants al Museu interior

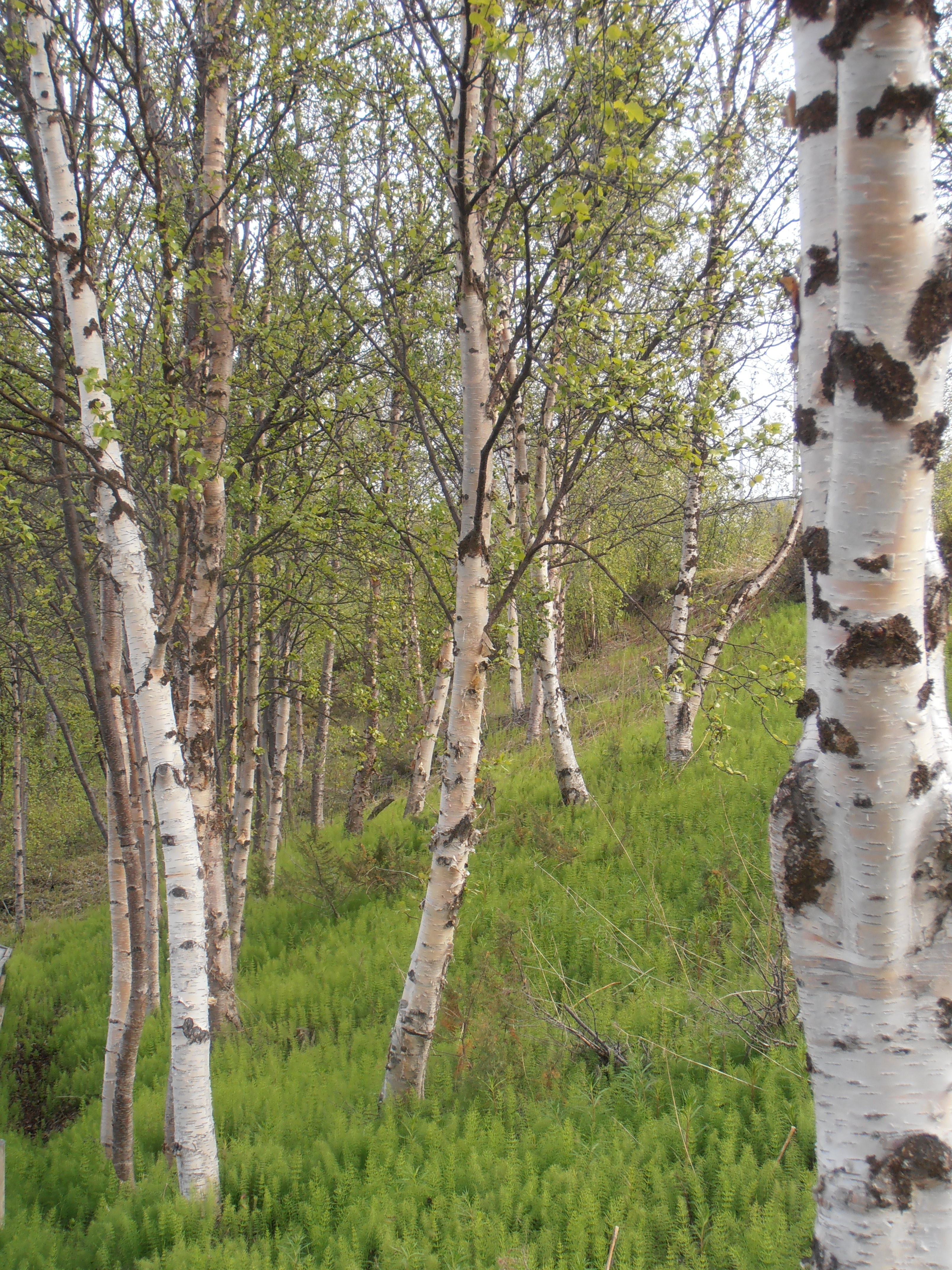
Arbrat del voltant del Museu

L'art rupestre és una joia cultural ha de ser accessible al públic en general. Alguns llocs estan dissenyats per la comoditat dels visitants. Com aquest art és també molt fràgil, però no és el cas a tot arreu.
En les parts obertes al públic, els gravats d'alguns camps es van trobar pintura per ser més llegible. Senderisme i plataformes limiten l'erosió i facilitar la visita. Els gravats van ser els primers temps a vegades pintades de vermell a la nostra Època. Els gravats sense pintar són més fidels a l'aparença original. Els gravats són rarament pintats avui perquè la pintura pot atacar la roca i accelerar la seva erosió. També pot posar en perill les possibilitats de futur de les cites científiques. La llum té un impacte molt fort sobre la percepció dels gravats. La llum rasant de la tarda fa més destacat el gravat de la roca.
Com tots els monuments històrics de Noruega, els gravats rupestres d'Alta estan protegits per llei.